# Richard Jary
Richard Jary, także Riko Jaryj (ukr. Ріхард Ярий), ps. Karpat, Konsul-2, Riko; ur. 14 czerwca 1888 w Rzeszowie, zm. 20 maja 1969) – ukraiński działacz polityczny i wojskowy, oficer wywiadu austriackiego, a następnie niemieckiego.

## Życiorys
Był synem oficera austriackiego, rodzina pochodziła z zachodnich Czech. W 1912 ukończył studia w Akademii Wojskowej w Wiener Neustadt, i w randze porucznika został przydzielony do 9. pułku dragonów, stacjonującego w Kołomyi. 
W 1918 służył w randze kapitana w UHA, jako dowódca 2/III sotni saperskiej w Stryju, a potem dowódca 2 pułku brygady konnej generała Antina Krawsa. Następnie służył w 5 Chersońskim pułku konnym armii URL. W 1920 wycofał się wraz z brygadą generała Krawsa na Ruś Zakarpacką. Od 1920 w Armii Czechosłowackiej, jako komendant obozu internowanych w Użhorodzie. W październiku 1922 ożenił się tam z Rozalią Szpilfogel (Rosalie Spielvogel) z Przemyśla. Następnie wyjechał do Bawarii na szkolenie dywersyjno-wywiadowcze.
W okresie międzywojennym działacz UWO i OUN. W celu kontrolowania UWO oddelegowany do niej przez Niemców w charakterze kierownika politycznego, który pod pretekstem prowadzenia badań naukowych szpiegował na rzecz Abwehry i zbierał dane o sytuacji w Polsce i jej potencjale zbrojeniowym. Uczestnik wiedeńskiego kongresu OUN w 1929. Od 1937 był łącznikiem pomiędzy Jewhenem Konowalcem a admirałem Wilhelmem Canarisem.
W 1941 r. organizator przekształcenia batalionu „Roland” w Drużyny Ukraińskich Nacjonalistów. Podczas rozłamu w OUN w 1940 stanął po stronie Bandery, ale po zerwaniu współpracy z Abwehrą w lipcu 1941, zaprzestał działalności politycznej i wojskowej.
Po wojnie mieszkał we własnym majątku pod Wiedniem, gdzie zmarł.